# Diószegi Sámuel (lelkész)
Diószegi Sámuel (?, 17. század első fele – ?, 1687 után) református lelkész.

## Életútja
Sárospatakon végezte tanulmányait, ahonnan Miskolcra került rektornak, 1669-ben ezen minőségben szolgált a városban. Később visszatért Sárospatakra, s az elűzött kollégiummal együtt elvándorolt, majd Gyulafehérvárott telepedett le, ahol 1675. július 12-ig senior volt. 1680 elején Dobravicán, 1681-ben Bojton, majd 1687-ben Giródtótfaluban szolgált mint lelkész. 

## Műve
- Holt eleven Phoenix (Magyar oratiója és bucsuztató versei a Szomoru Halotti Pompa c. gyűjteményben, mely Bocskai István zempléni főispán fölött 1673. május 29-én Kolozsvárott mondott halotti beszédeket foglalja magában.) (Kolozsvár, 1674.)
- Üdvözlő verset írt Nánási V. Gáborhoz (1675.).